# کوهستان ایبلئی
کوهستان ایبلِئی (سیسیلی: Munt'Ibblei; ایتالیایی: Monti Iblei; لاتین: Hyblaei montes) یک رشته‌کوه در جنوب شرقی سیسیل، ایتالیا است. این رشته‌کوه بین استان‌های راگوسا، سیراکوز و کاتانیا قرار دارد. بلندترین قله این رشته‌کوه مونت لائورو با ارتفاع ۹۸۶ متر است.

## تاریخ
نام این کوه‌ها از نام هیبلون، پادشاه سیکول‌ها، گرفته شده‌است. او بخشی از قلمرو خود را به مهاجران یونانی داد تا شهر مگارا هیبلئا را بسازند.

## زمین‌شناسی
این رشته‌کوه از سنگ‌های آهک سفید تشکیل شده‌است که دارای ویژگی‌های کارستیک هستند. این منطقه که در اصل یک فلات بود، توسط رودخانه‌ها فرسایش یافته و دره‌های عمیق متعددی را به وجود آورده‌است. در منطقه ساحلی، ماسه‌سنگ نیز وجود دارد. در برخی مناطق، مانند مونت لائورو (که زمانی بخشی از یک مجتمع آتشفشانی غرق شده بود)، سنگ‌های آتشفشانی نیز وجود دارد. منطقه ایبلئی دارای خطر لرزه‌ای بالایی است.

## چشم‌انداز
کوه‌های ایبلئی دارای شیب‌های ملایم هستند که توسط دره‌های تند و تیز قطع می‌شوند. در منطقه مرکزی جنگل‌های متعددی وجود دارد که با دیوارهای خشکه‌چین که در جنوب شرقی سیسیل رایج است، در هم آمیخته‌اند. منطقه ساحلی پرجمعیت‌تر با تپه‌های پلکانی با پوشش گیاهی مدیترانه‌ای مشخص می‌شود که تا فلاتی که با زیتون، انگور، مرکبات و بادام کشت می‌شود، بالا می‌رود. سایر محصولات زراعی شامل غلات و ذرت است.
کوه‌های ایبلئی بقایای باستانی قلعه‌های قرون وسطایی فرلا، بوشِمی و کاسارو را در خود جای داده‌اند. کشف آنها نسبتاً جدید است و عمدتاً به دلیل کاوش‌های باستان‌شناسی انجام شده در این منطقه از سال ۲۰۱۱ تا ۲۰۱۳ است.

## دیدنی‌های اصلی
جاذبه‌های اصلی این منطقه شامل شهرهای باروک راگوسا، مودیکا و پالاتسولو آکریده، گورستان پانتالیکا و ایسپیکا است.